# Alfenas
Alfenas é um município brasileiro localizado no sul de Minas Gerais, que pertence à Região Imediata de Alfenas. De acordo com o recenseamento do Instituto Brasileiro de Geografia e Estatística, sua população em 2022 era de 78 970 habitantes.

## História
Essa região pertencia à Freguesia de Cabo Verde.
- 9 de outubro de 1784, o Alferes José Martins Borralho obteve sesmaria, ao pé da Serra da Esperança, entre os ribeirões Sapé e Águas Verdes.
- 1787, foi batizado o primogênito na Matriz de Cabo Verde, cujo nome era Manuel.
- 1799, foi erguida uma pequena ermida, dedicada a Nossa Senhora das Dores, a qual foi demolida para dar lugar a uma Capela concluída em 1801, e que passou a ser denominada Capela de São José e Nossa Senhora das Dores.
- 21 de janeiro de 1802, Januário Garcia Leal, o "Sete Orelhas", recebe carta patente, nomeando-o Capitão de Ordenanças do Distrito de São José e Nossa Senhora das Dores.
- 22 de julho de 1805, foi feita a doação do patrimônio aonde encontra-se a atual igreja Matriz.
- 1817, nasce Joaquim Leonel Pereira de Magalhães, futuro Major da Guarda Nacional, professor e político que se casaria, em segundas nupcias, com Ana Custodia de Moraes Navarro, irmã do Barão de Cabo Verde. Era filho do fazendeiro Tte. Cel. Antônio Joaquim Pereira de Magalhães que possuía em Alfenas uma de suas fazendas, quando o censo de 1831 o apontava com 24 escravos em sua propriedade rural, nessa cidade.
- 7 de outubro de 1860, a Freguesia foi elevada a categoria de vila, como nome de Vila Formosa de Alfenas.
- 15 de outubro de 1869, a vila passou à categoria de cidade,com o nome de Formosa de Alfenas, e depois em 23 de setembro de 1871, simplificado para Alfenas, para não confundir com outra de mesma denominação, em Goiás.

## Geografia
- Altitude máxima: 888m acima do nível do mar, na cabeceira do Córrego Mateus Cego
- Altitude Média: 768 m
- Temperatura Média Anual: 19,6 °C
- Precipitação Média Anual: 1 592,7 mm
- Distritos: Barranco Alto - Gaspar Lopes
- Bairros rurais: 56
- Ruas: 850
- Praças: 20

### Relevo
- Em grande parte composto por rochas cristalinas, constituída de uma superfície elevada caracterizada por sucessão de morros e garupas que vêm de Poços de Caldas, seguindo em direção das Calhas dos rios Grande e Sapucaí, com alturas variáveis de 800 a 1 000m.

Composição topográfica
- Plano 10%
- Ondulado 80%
- Montanhoso 10%

#### Solo
- Predominante é o tipo “Latossolo Vermelho Escuro” com textura argilosa.

Fontes: IGA – CETEC
Fundação Instituto Brasileiro de Geografia e Estatística – IBGE

### Clima
- Situado nos limites meridionais da zona intertropical e, sob influência da elevada altitude da região, o clima da região é do tipo tropical mesotérmico. A temperatura anual é de 19 °C.
- Verão e a primavera são as estações mais quentes, com máximas diárias variando de 28 a 30 °C, outubro e novembro são os meses mais quentes chegando de 36 a 37 °C e mínima de 9 e 10 °C.
- Com raras temperaturas abaixo de 0 °C, que podem resultar em geadas.
- Em relação ao regime de chuvas, o clima é úmido, com precipitação média anual de aproximadamente 1 590 mm.

### Recursos hídricos
- Bacia hidrográfica do Rio São Tomé - Termina no lago de Furnas, cuja nascente fica no bairro Serra Escura bairro este também chamado de Serra Negra no município de Machado.
- Vale do Rio Sapucaí[6], da bacia do Rio Paraná e de alguns de seus afluentes foram inundados pelo reservatório de Furnas, que circunda o município, exceto pelo limite sul. O Rio Sapucaí (canto inferior esquerdo) segue rumo ao norte para o reservatório de Funas.

Rios e córregos
- Ribeirão Cacus
- Córrego da Laje

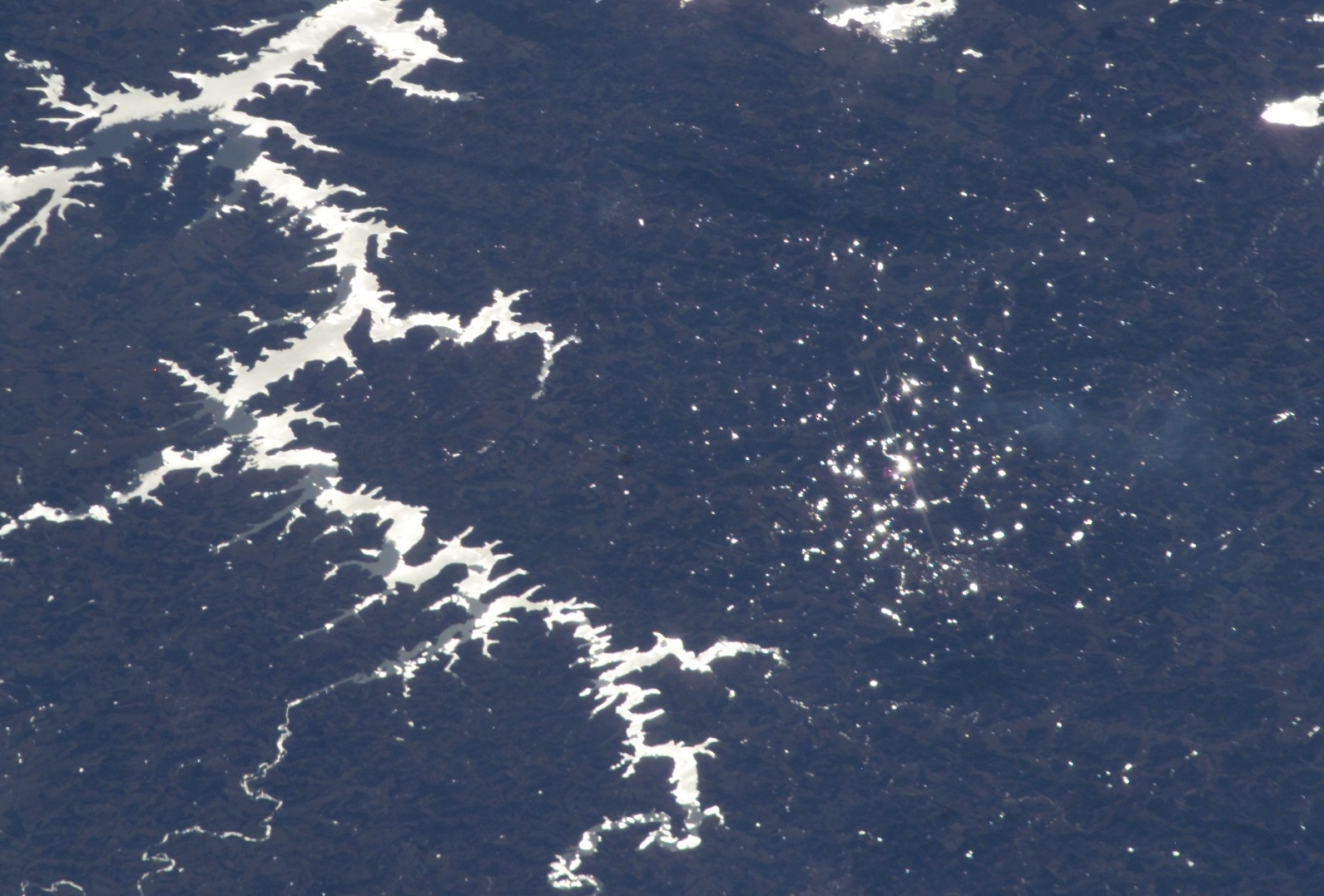
O Rio Sapucaí (canto inferior esquerdo) segue rumo ao norte para o reservatório de Funas.

- Represa de Furnas ("braço sul", no curso do Rio Sapucaí)- 1ª Usina Hidrelétrica de Furnas Centrais Elétricas, na bacia do Rio Grande.

### Sistema viário
- Composta por três estradas federais - BR-491, BR-267 e BR-369,
- 4 estaduais - MG-179, MG-184, MG-453 e MG-879, diversas municipais.
- Alfenas foi servida até a década de 1960 por um ramal da Rede Mineira de Viação.

### Aeroporto
- SNFE -  Aeroporto Comandante Paschoal Patrocínio Filho. Pista de 1 600 m com balizamento.

## Economia

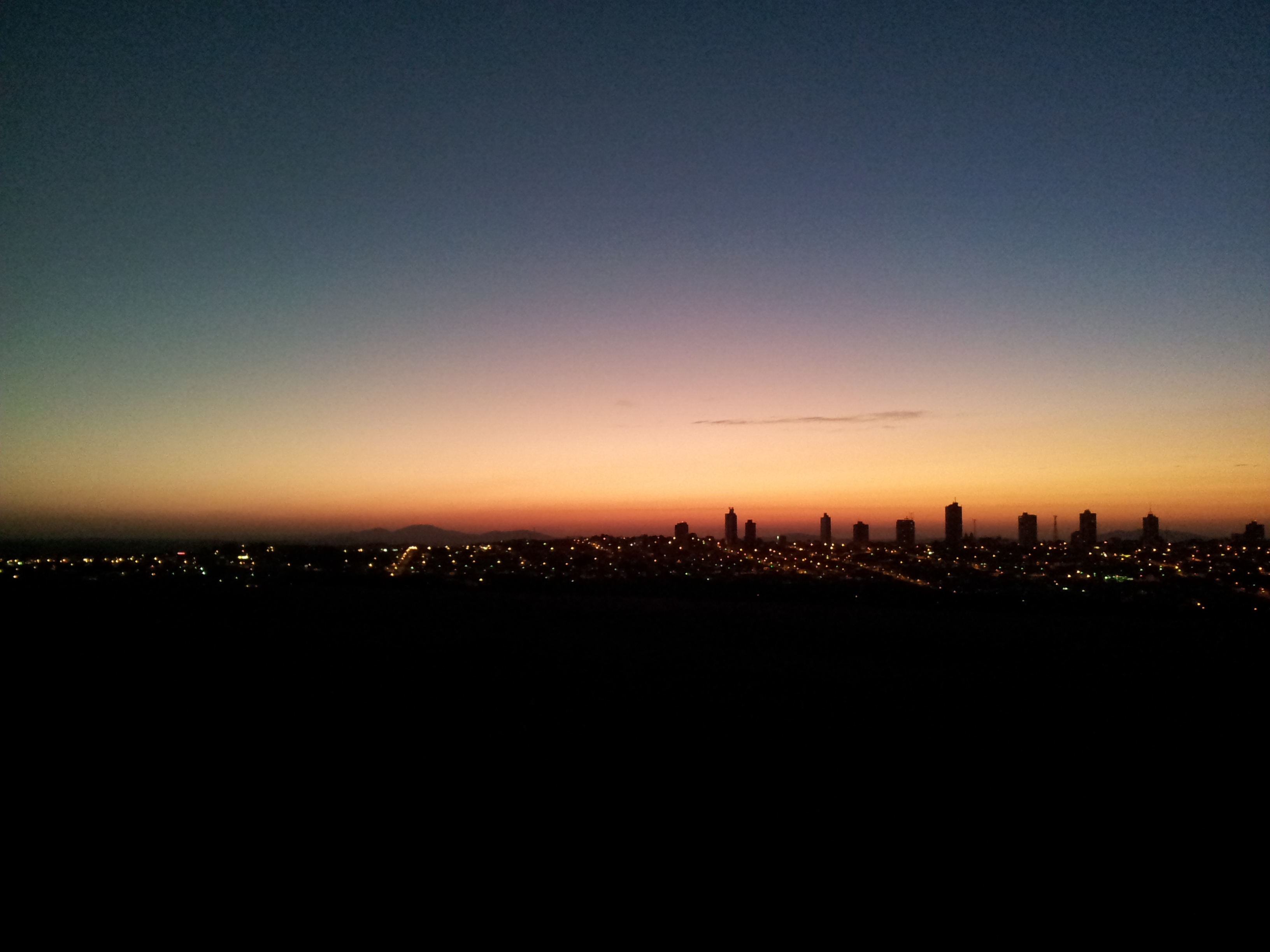
Vista parcial da sede do município ao entardecer.

Considerada o núcleo urbano de bastante importância na região sul-mineira.
Tradicionalmente, agro-pastoril e grande centro produtor de café.
Instituições Financeiras: 10 (dez).
Agricultura: Desenvolve-se a cultura do arroz, alho, batata-inglesa, feijão, milho, café, cana-de-açúcar, mandioca, soja, tomate e frutas, cada uma delas com mais de 100 hectares de terra cultivada.
Em primeiro plano esta o café, principal produto que vem mantendo um nível bom de produção. É consumido internamente e exportado para outros municípios e estados do país.
Pecuária: Uma das mais antigas atividades econômicas do município conta com rebanho de aproximadamente 41 800 cabeças,utilizados na produção de leite e, em sua maioria, como gado de corte. Destaca-se a suinocultura com aproximadamente 4 770 cabeças e galináceas com 195 000 cabeças, para o ano de 2004. A pecuária leiteira é bastante desenvolvida e iniciativas na agroindústria, principalmente no setor do gêneros alimentícios, sucos e laticínios. Na área industrial vem consolidando o município, vocação para o setor têxtil.
Possui um Distrito Industrial que é um dos maiores do Sul de Minas, administrado pela Companhia de Distritos Industriais de Minas Gerais – CDI-MG, que agrega quase todo setor industrial de Alfenas, com indústrias de grande e médio porte.
Com o comércio varejista é bem diversificado e atende todos os municípios da região.

### Fauna
Abriga diversas espécies de aves conhecidas como:
- Biguatinga, garça, irerê, gavião-carijó, saracura-preta, frango-d'água, saracura-três-potes, saracura-do-brejo, quero-quero, asa-branca, tuim, jandaia, anu-preto, anu-branco, coruja-do-mato, martim-pescador, joão-de-barro, maria-branca, bem-te-vi,  tico-tico,urubu, sanhaço-cinzento, tiziu, pássaro-preto-de-brejo, dó-ré-mi.

Mamíferos silvestres como:
- Capivara, veado-mateiro, macaco-prego, cachorro-do-mato, lontra, paca, cutia, morcego,  gambá e outros. Sendo que alguns destes podem ter migrado para outras áreas.

### Flora
Floresta do tipo Estacional Semidecidual e Ombrófila Mista. Espécies que ocorrem nesta vegetação:
- Açoita-cavalo, angico, cedro, canela, sassafrás, massaranduba, canjerana, amoreira, jatobá, óleo copaíba, jequitibá, peroba rosa e guatambu. Nas matas ciliares, capixingui, ingá, pinheiro do brejo e ipê do brejo, árvores esparsas e cobertura de arbustos e sub-arbustos apresentando o marolo, barbatimão, espinheira santa, cagaita, ipê do cerrado e pau santo como exemplo.

#### Revestimento florístico no ano 2000
Em hectares
- Lavouras Permanentes 13 631
- Lavouras Temporárias 9 541
- Lavouras temporárias em descanso 2 236
- Pastagens naturais 10 503
- Pastagens Formadas 21 159
- Matas Naturais 3 293
- Matas Formadas 1 113
- Terras produtivas não utilizadas 648
- Reserva Florestal 2 888

## Educação

### Ensino superior
- Universidade Federal de Alfenas - UNIFAL-MG
- Universidade Professor Edson Antônio Velano - UNIFENAS
- Centro Universitário Internacional - UNINTER
- Universidade Norte do Paraná - UNOPAR
- Universidade Paulista - UNIP

## Eventos
Festas religiosas e oficiais por datas:
- Janeiro – Festa de Reis
- Fevereiro – Carnaval
- Março – Festa São José e Dores
- Abril – Exposição Agropecuária – EXPOAL
- Maio – Comemoração do dia do trabalhador, festa oficial do bezerro, também comemora-se a festa religiosa de São Francisco em frente a Capela São Francisco.
- Junho – Festa do queijo e do vinho, Festa de São Pedro e Senhor do Bom Jesus.
- Julho – Campeonato de Bets (Bete-ombro)
- Agosto – Rodeio Universitário
- Setembro – Comemoração da Independência do Brasil e festa de N. Sra. Aparecida - Na Capela de N. Sra. Aparecida.
- Outubro – Dia 15 - aniversário da cidade, Festa da Cerveja, Semana do Teatro, Batizado da Capoeira e show de danças, Congada e Festa de Nossa Senhora Aparecida; comemora-se a festa de São Judas Tadeu também nesse mês. O Carnalfenas, festa de carnaval fora de época, era realizado no último final de semana de outubro ou no primeiro final de semana de novembro.[7] O evento foi extinto em 2017, após 22 anos.[8]
- Novembro – Dia 20 - Consciência Negra
- Dezembro – Dia 8 – Padroeira de Alfenas, Festa de Nossa Senhora do Rosário (feriado facultativo)